# الطبيعة الأم

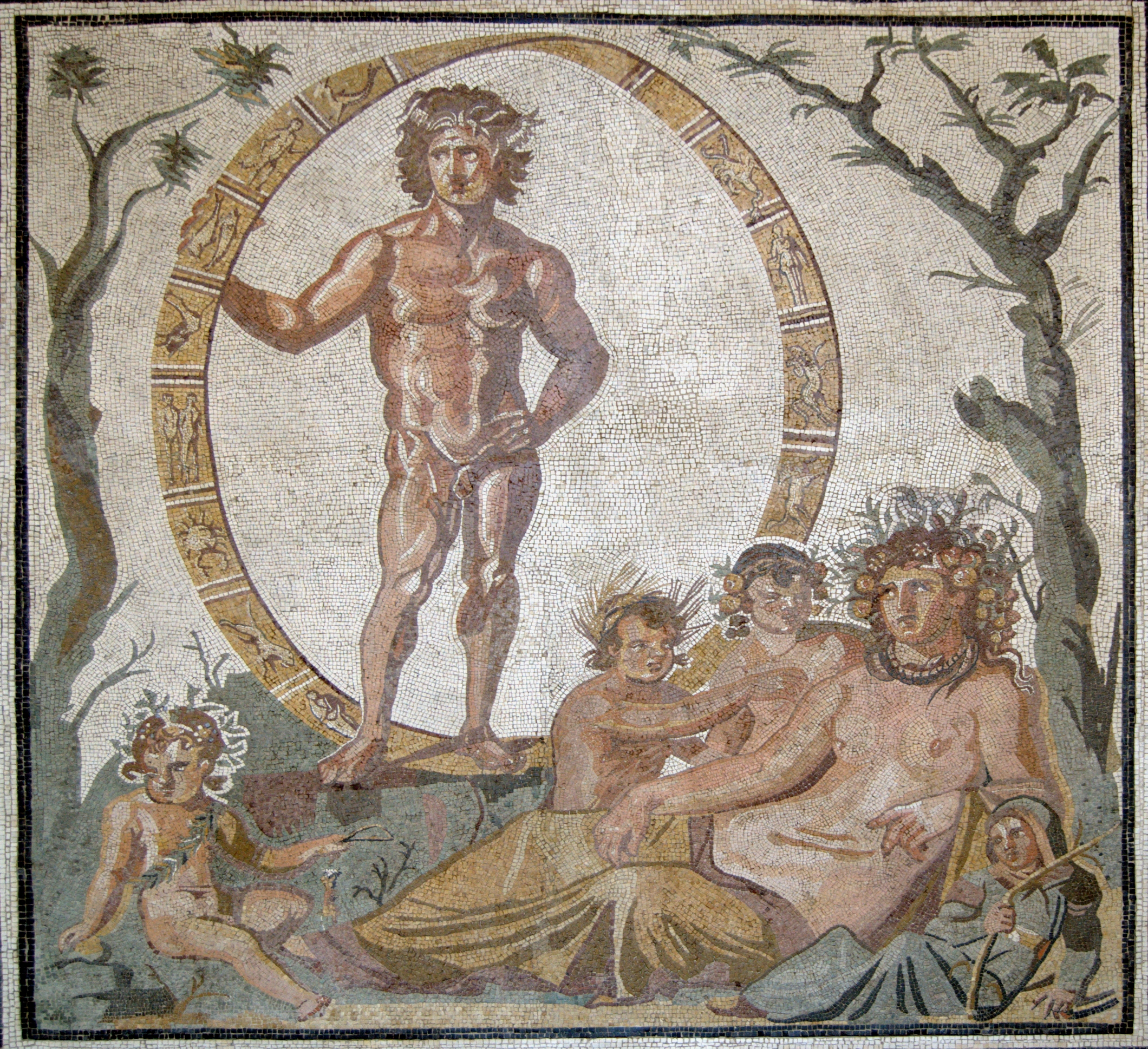
فسيفساء أيونية، ميونخ

الطبيعة الأم وتُعرف أحيانا باسم (الأرض الأم) هي تجسيد للطبيعة المشتركة التي تركز على إعطاء الحياة ورعاية جوانب الطبيعة التي تجسّد في شكل الأم. تمثل صورة المرأة الأرض الأم، والطبيعة الأم، هي الخالدة. في عصور ما قبل التاريخ، كان الآلهة تعبد آلهة وفق ارتباطهم مع الخصوبة والفوائد الزراعية. عقدت كاهنات السيادة على جوانب الإنكا، ألغنقوين، آشور، بابل، والسلافية، الجرمانية والرومانية واليونانية، الأديان الهندية، واريكوس في آلاف السنين قبل بدء الأديان الأبوية.

## تاريخ التقاليد الغربية
كلمة الطبيعة تأتي من كلمة لاتينية، ناتورا، وتعني الولادة أو الرمز (أنظر الطبيعة (الفطرية)). أول استخدام كلمة ناتورا المسجل في اللغة الإنجليزية يكون بمعنى مجمل الظواهر في العالم، وكان في وقت متأخر جدا في التاريخ في عام 1662. ومع ذلك، تجسيد الطبيعة الأم كان يحظى بشعبية واسعة في القرون الوسطى، وكمفهوم في مقاعدهم بين الإلهي والبشري. ويمكن أن يعزى ذلك بشكل صحيح إلى اليونان القديمة - على الرغم من ذلك قد تكون الأرض في الفترة الإنجليزية القديمة جسد بوصفها آلهة ونرويجي وكما كان يسمى آلهة جورد الأرض.
مراجع حرفية وأقرب مكتوبة ومؤرخة بأمان إلى مصطلح «الأرض الأم» تحدث في انغومي كاما اليونانية (تسمية ك ما-غا)، «غايا الأم»، كتب في البرنامج النصي مقطعي بخطي (13/12 في المئة. قبل الميلاد). الأساطير المختلفة من آلهة الطبيعة مثل إينانا/عشتار (الأساطير والترانيم يشهد على ألواح في الألفية الثالثة قبل الميلاد وتبين أن تجسيد الجانبين الإبداعية ورعاية الطبيعة كآلهة أنثى لها جذور عميقة. في اليونان، وكان الفلاسفة قبل سقراط «اخترعوا» الطبيعة عندما استخلص مجمل ظواهر العالم والمفرد: طبيعة، وورثت هذا من قبل أرسطو. في وقت لاحق في العصور الوسطى كان المفكرون المسيحيون لا يرون أن الطبيعة تشمل كل شيء، ولكن يعتقد أنه قد تم إنشاؤه على يد الله، فهي مكان لها وضع على الأرض، تحت السماء والقمر. والطبيعة تكمن في مكان ما في الوسط، مع وكلاء لها أعلاها (ملائكة) وأدناها (الشياطين، والجحيم). عقل العصور الوسطى كانت فقط تجسيدا، لا آلهة.

## أسطورة يونانية
في الأساطير اليونانية، كان قد اختطف بيرسيفون ابنة ديميتر آلهة الحصاد من الانحرافات إله الموتى، ونقلوا إلى العالم السفلي وزوجته الملكة. وكان ديميتر مذهول بحيث لا المحاصيل سوف تنمو و«الجنس البشري بأسره سيلقى حتفه من الجوع القارص أو العقوبة القاسية إذا لم يعنَ زيوس» (لاروس 152). أجبر زيوس هاديس لعودة بيرسيفوني لأمها، ولكن أثناء وجوده في العالم السفلي، بيرسيفوني قد أكل بذور الرمان، والمواد الغذائية من بين الأموات، وبالتالي، يجب عليها أن تنفق جزءًا من كل عام مع الجحيم في العالم السفلي. وينعكس حزن ديميتر لابنتها في عالم الأموات في أشهر الشتاء القاحلة وسعادتها عندما تنعكس عائدات بيرسيفوني في أشهر الصيف الوفيرة.
جنوب شرق آسيا
في بلدان «جنوب شرق آسيا الهند الصينية» وكمبوديا ولاوس وتايلاند، هو جسد الأرض (اليابسة) كـ فارا مي ثوراني، ولكن لها دور في الأساطير البوذية والتي تختلف اختلافا كبيرا عن تلك الطبيعة الأم. في أرخبيل الملايو، يتم ملء هذا الدور من قبل سري ديوي، ورايس والأم في جزر الهند الشرقية.

## روما القديمة
يفتتح الشاعر الروماني الأبيقوري لوكريتيوس قصيدته التعليمية De rerum natura بمخاطبة كوكب الزهرة باعتبارها أم الطبيعة الحقيقية. يستخدم لوكريتيوس كوكب الزهرة باعتباره "رمزًا مجسدًا للجانب التوليدي للطبيعة". ويتعلق هذا إلى حد كبير بطبيعة عمل لوكريتيوس، الذي يقدم فهمًا غير إلهي للعالم يتجنب الخرافات.

## الأساطير الباسكية
أملور (أحيانًا أما لور أو أما لورا) كانت إلهة الأرض في ديانة شعب الباسك القديم. كانت والدة إيخي، الشمس، وإيلازكي، القمر. اسمها يعني "الأرض الأم" أو "الأرض الأم"؛ كان الفيلم الوثائقي الباسكي لعام 1968 Ama lur بمثابة احتفال بريف الباسك.

## الشعوب الأصلية في أمريكا
تقول أسطورة ألغونكيان أن "تحت السحاب تعيش الأرض الأم التي اشتق منها ماء الحياة، والتي تغذي في حضنها النباتات والحيوانات والإنسان". وهي معروفة أيضًا باسم الجدة نوكوميس.
في أساطير الإنكا، ماما باشا أو باتشاماما هي إلهة الخصوبة التي تشرف على الزراعة والحصاد. عادةً ما تتم ترجمة باتشاماما على أنها "أمنا الأرض" ولكن الترجمة الأكثر حرفية ستكون "الكون الأم" (في الأيمارا والكيشوا ماما = الأم / باشا = العالم أو الزمكان أو الكون). تعد باتشاماما وزوجها إنتي من أكثر الآلهة خيرًا ويتم عبادتهما في أجزاء من سلاسل جبال الأنديز (الممتدة من الإكوادور الحالية إلى تشيلي والأرجنتين).
في كتابها كويرنافاكا، تقول موريلوس: فيتوريتي، تيودولا أليمان كليتو، إن ثقافة ما قبل التاريخ والاحترام والإيمان بطبيعتنا الأم كانت ذات أهمية قصوى للعيش في وئام كامل كبشر.

## جنوب شرق آسيا
في بلدان البر الرئيسي لجنوب شرق آسيا كمبوديا ولاوس وتايلاند، يتم تجسيد الأرض على أنها فرا ماي ثوراني، لكن دورها في الأساطير البوذية يختلف كثيرًا عن دور الطبيعة الأم. وفي أرخبيل الملايو، تشغل هذا الدور ديوي سري، أم الأرز في جزر الهند الشرقية.

## الثقافة الشعبية
- في أوائل السبعينيات، ظهر إعلان تلفزيوني الممثلة دينا ديتريش في دور الطبيعة الأم. منزعجة من راوي خارج الشاشة أخبرها أنها أخطأت في سمن الشيفون على أنه زبدة، ردت بشعار العلامة التجارية "ليس من اللطيف خداع الطبيعة الأم" (يؤكده الرعد والبرق).
- ظهرت الطبيعة الأم في العام بدون سانتا كلوز بصوت رودا مان. هذا الإصدار هو أم Heat Miser وSnow Miser. لعبت دورها كارول كين في نسخة الحركة الحية لعام 2006.
- تظهر الطبيعة الأم في تكملة عام 2008 عيد ميلاد الأخوين البخيل بصوت باتريشيا هاميلتون. إلى جانب بخيل الحرارة وبخيل الثلج، تظهر أيضًا أنها أم الزلازل والرعد والبرق والمد والجزر والرياح الشمالية. بعد إصابة سانتا كلوز خلال إحدى نزاعات الأخوة البخيل ، قامت هي والسيدة كلوز بجعل الأخوة البخيل يعملون في ورشة سانتا لتعويضها.
- تظهر الطبيعة الأم كشخصية متكررة في السنافر الذي يعتبر برنامج كرتون للأطفال.
- غالبًا ما يتم ذكر الطبيعة الأم في القصص المصورة لغارفيلد.
- سجلت فرقة بروجريسيف روك كانساس الأغنية احتجاجًا على التصنيع.
- تظهر أمنا الأرض في برنامج يوم الأرض الخاص، الذي صورته بيت ميدلر. عندما تسقط من السماء وتفقد وعيها بسبب مشاكل مع الطبيعة، يتم نقلها بسرعة إلى المستشفى حيث تتم رعايتها من قبل دوجي هاوزر وأطباء آخرين.
- ظهرت الطبيعة الأم في في سعادة دائمة، بصوت فيليس ديلر. تم تصويرها على أنها أقوى قوة للخير في هذا الفيلم، حيث تتمتع بالسيطرة الكاملة على الطبيعة، فضلاً عن القدرة على خلق مخلوقات من الجرعات التي تصنعها في ملجأها.
- الطبيعة الأم هي شخصية متكررة في عرض وودي نقار الخشب الجديدالتي عبر عنها بي جيه وارد. تم تصويرها على أنها جنية غالبًا ما تتأكد من أن وودي نقار الخشب يقوم بدوره في الطبيعة.
- الطبيعة الأم هي شخصية داعمة في شرط سانتا 2 وشرط سانتا 3: شرط الهروب، صورت من قبل عائشة تايلر. تظهر كقائدة رئيسية لمجلس الشخصيات الأسطورية (والذي يتكون أيضًا من سانتا كلوز وأرنب عيد الفصح وكيوبيد ووقت الأب وساندمان وجنية الأسنان وجاك فروست).
- ظهرت الطبيعة الأم في كتاب جون هانكوك الذي كتبه بو بيسيت. يشار إليها باسم تارا، تكريم لاسمها في الأساطير الرومانية وهو تيرا أو تيرا ماتر.
- الطبيعة الأم هي شخصية متكررة ظهرت في Stargate SG-1. تم تصويرها على أنها قديمة صاعدة تدعى أوما ديسالا.
- يتميز فيلم الرسوم المتحركة Epic بشخصية تدعى الملكة تارا (بصوت بيونسيه نولز) وهي كائن يشبه الطبيعة الأم.
- الطبيعة الأم هي إحدى شخصيات سلسلة حراس الطفولة للكاتب ويليام جويس. ابنة الملعب بوجيمان المفقودة منذ فترة طويلة، وهي امرأة شابة يمكنها التحكم في ظواهر الطبيعة. تبقى مخفية بينما تراقب العالم.
- ظهرت في حملة إعلانية لمنتجات النظافة النسائية تامباكس، كامرأة ترتدي بدلة تنورة من التويد الخضراء، وتقدم "هدية" حمراء للشابات، اللاتي عادة ما يطردنها أو يضربنها، كما يقول التعليق الصوتي "الطبيعة الأم".
- تظهر الطبيعة الأم في دور رئيسي متكرر في الموسم السابع من مسلسل ذات مرة. الطبيعة الأم هو لقب لزعيم درياس. كانت الطبيعة الأم السابقة هي الأم فلورا (التي صورتها غابرييل ميلر). بعد وفاة الأم فلورا على يد بعض البشر، أصبحت جوثيل (التي صورتها إيما بوث) هي الطبيعة الأم التالية.
- تم ذكر الطبيعة الأم في الأغنية الناجحة "إنها تمطر رجالًا. تقول الكلمات إنها امرأة عازبة مباركة... وأنها أخذت السماء، وكل ملاك، وأعادت ترتيب السماء بحيث يمكن لكل امرأة أن تجد الرجل المثالي.
- تم استخدام زي الطبيعة الأم لأحد المتسابقين في الموسم السادس من The Masked Singer. تم الكشف عن أنها الممثلة Vivica A. Fox حيث تم إقصائها خلال العرض الأول الذي استمر ليلتين إلى جانب دوايت هوارد في دور "الأخطبوط" وتوني براكستون في دور.

## أنظر أيضاً
- أملور
- أتابي (إلهة)
- النسوية البيئية
- وقت الأب
- فرضية غايا
- آلهة الأم
- وحدة الوجود